# Actaea taiwanensis
Actaea taiwanensis är en ranunkelväxtart som beskrevs av J. Compton. Actaea taiwanensis ingår i släktet trolldruvor, och familjen ranunkelväxter. Inga underarter finns listade i Catalogue of Life.